# Contea di Corson
La contea di Corson ( in inglese Corson County ) è una contea dello Stato del Dakota del Sud, negli Stati Uniti. La popolazione al censimento del 2000 era di 4 181 abitanti. Il capoluogo di contea è McIntosh.